# Камбалин, Александр Иннокентьевич
Алекса́ндр Инноке́нтьевич Камбали́н (20 августа 1888, Усть-Каменогорск — 24 мая 1972, Сан-Франциско) — русский военачальник, полковник. Георгиевский кавалер. Участник Первой мировой и Гражданской войны, видный деятель Белого движения в Сибири, участник Великого Сибирского Ледяного похода.

## Биография
Родился 20 августа 1888 года в Усть-Каменогорске в семье канцелярского служащего. Окончил Усть-Каменогорское городское трёхклассное училище. С 1906 по 1909 год обучался в Иркутском пехотном юнкерском училище. В 1913 году поступил на китайское отделение Института восточных языков во Владивостоке. В 1914 году был отправлен в командировку в Пекин для изучения языка. В июле 1914 года командировка была прервана мобилизацией. 11 сентября 1914 года выбыл на Западный фронт. В 1916 году был ранен в руку, контужен и отравлен газами. 5 января 1918 года был демобилизован из армии. С 1 апреля 1918 года состоял в рядах барнаульской подпольной антибольшевистской организации. 11 июня 1918 года участвовал в восстании в Барнауле, попал в плен, бежал. Затем — начальник штаба Барнаульского гарнизона, начальник Бийского гарнизона. В июле 1918 года направлен на Иркутский фронт. Принимал участие в Муринском сражении и Посольском десанте. С начала декабря 1918 года направлен на Пермский фронт. В январе 1919 года произведён в полковники и назначен командиром 3-го Барнаульского Сибирского стрелкового полка. В 1920 году принимал участие в Великом Сибирском Ледяном походе, по окончании которого его должны были представить к чину генерала, однако повышения не получил. По прибытии в Читу сдал три ящика казённого золота министру финансов Омского правительства Окорокову А. М. По состоянию здоровья оставил строевую службу, состоял представителем белого командования при китайской военной миссии в Чите, затем эмигрировал с семьёй в Харбин. В августе 1923 года эмигрировал в США, 19 августа 1923 года на пароходе «Президент Джексон» из японского города Иокогама Камбалин отплыл в США. 1 сентября 1923 года пароход прибыл в Сиэтл. В Портленде начал работать на железной дороге, в Сан-Франциско последние 15 лет до выхода на пенсию бывший полковник служил в охранных структурах местной полиции. Последнее место работы Special Guard. Скончался 24 мая 1972 года во FRENCH HOSPITAL в Сан-Франциско. Похоронен на Сербском кладбище Сан-Франциско.

## Семья
- Жена — Камбалина Евдокия Андреевна (1889—1982).
- Дочь — Нина Александровна (1911—1996).
- Дочь — Людмила Александровна (1917—1996).

## Награды
- Орден Святой Анны 4-й степени с надписью «За храбрость» (21.04.1915).
- Орден Святого Станислава 3-й степени (01.05.1916).
- Орден Святой Анны 3-й степени с мечами и бантом (15.09.1916).
- Георгиевское оружие (12.11.1916).
- Орден Святого Владимира 4-й степени с мечами и бантом (28.09.1919).
- Орден Святого Георгия 4-й степени (09.12.1919).
- Знак отличия Военного ордена «За Великий Сибирский поход» 1-й степени (1920).

## Воспоминания
- Камбалин А. И. 3-й Барнаульский Сибирский стрелковый полк в Сибирском Ледяном походе. в «Журнальном зале»